# موسیقی مذهبی ایران
موسیقی مذهبی ایران، جلد اول موسیقی تعزیه، عنوان کتابی از موسیقی‌دان ایرانی محمدتقی مسعودیه است. این اثر نخستین کتاب در ایران است که موسیقی تعزیه را مورد مطالعه قرار داده‌است. از پژوهش‌های مسعودیه در این کتاب با عنوان «جامع‌ترین تحقیق و پژوهش در موسیقی تعزیه در ایران» یاد شده‌است. این کتاب نخستین بار در سال ۱۳۶۷ توسط انتشارات سروش منتشر شد.

## نویسنده
محمدتقی مسعودیه (زادهٔ ۱۳۰۶ در مشهد – درگذشتهٔ ۱۳۷۷ در تهران) موسیقی‌دان و آهنگساز ایرانی بود که به او لقب «پدر اتنوموزیکولوژی ایران» داده‌اند.
محمدتقی مسعودیه از کودکی با فراگیری نواختن ویلن به موسیقی گرایش پیدا کرد. در ۱۹ سالگی موفق به دریافت دیپلم ادبی از مدرسهٔ دارالفنون تهران شد. او در سال ۱۳۲۹ مدرک کارشناسی خود را در رشته حقوق قضایی از دانشکدهٔ حقوق دانشگاه تهران و دیپلم عالی موسیقی خود را از هنرستان عالی موسیقی اخذ کرد. پس از آن به پاریس رفت و سال ۱۳۳۵ از کنسرواتوار ملی موسیقی پاریس دانشنامهٔ فوق لیسانس خود را در رشتهٔ هارمونی دریافت کرد. یک سال بعد، در مدرسهٔ عالی موسیقی لایپزیگ آلمان، در رشتهٔ آهنگسازی به تحصیلات خود ادامه داد و لیسانس آهنگسازی را دریافت کرد.
پس از آن به آلمان سفر کرد و در سال ۱۳۴۲، دانشنامهٔ عالی، معادل مدرک دکترای آهنگسازی خود را از کنسرواتوار لایپزیگ اخذ کرد. او مدتی بعد تحصیلات خود را در دانشگاه کلن ادامه داد و رشتهٔ موزیکولوژی را نزد کارل گوستاو فلرر و اتنوموزیکولوژی را نزد ماریوس اشنیدر فراگرفت و در سال ۱۳۴۷، موفق به دریافت دانشنامهٔ دکترای تخصصی در رشتهٔ اتنوموزیکولوژی شد. مسعودیه، رسالهٔ دکترای خود را در سال ۱۳۴۷ با عنوان «آوانویسی دستگاه شور و تجزیه و تحلیل آن» در کشور آلمان منتشر کرد و یک سال بعد، در گروه موسیقی دانشگاه تهران و پس از آن در دانشگاه هنر و دانشگاه علم و فرهنگ مشغول به تدریس شد که تا پایان عمر ادامه یافت. او برای نخستین بار بسیاری از درس‌های تخصصی مربوط به موسیقی را وارد دانشگاه‌های ایران کرد که از آن میان می‌توان به تاریخ موسیقی اروپا، هارمونی پیشرفته و پراتیک، فرم و آنالیز، سازشناسی، ارکستراسیون، ترانسکریپسیون و مباحث گوناگون اتنوموزیکولوژی اشاره کرد. برخی او را پایه‌گذار موسیقی آکادمیک در ایران می‌دانند.

## مقدمه
محمدتقی مسعودیه در بخشی از مقدمهٔ کتاب موسیقی مذهبی ایران نوشته‌است:
«کلیهٔ انتشارات در زمینهٔ تعزیه، فقط جنبه‌های نمایشی و تاریخی متون تعزیه و از این قبیل را بررسی می‌کنند. در هیچ‌یک از این انتشارات، تا حدود اطلاعات نگارنده، موسیقی مورد مطالعه قرار نمی‌گیرد. بدیهی است موسیقی تعزیه از درام و متن لاینفک است. به این سه عنصر لاینفک، مکان اجرای تعزیه و حتی تماشاگران نیز افزون می‌گردند.»

## محتوا
کتاب موسیقی مذهبی ایران شامل ۱ مقدمه و ۶ فصل با عنوان‌های زیر است:
فصل اول: چگونگی تکامل نمایش تعزیه، حواشی
فصل دوم: ریشه‌های تاریخی نمایش تعزیه، حواشی
فصل سوم: تعزیه و اساطیر، حواشی
فصل چهارم: نسخ تعزیه، ترجمهٔ نسخ تعزیه، کتابشناسی تعزیه‌نامه‌های فارسی، حواشی
فصل پنجم: تجزیه و تحلیل تعزیهٔ حسین بن علی (آوانویسی‌های ۶۶–۱)، تعزیهٔ هفتادودوتَن (آوانویسی‌های ۱۷۱–۶۷)، نتیجه‌گیری، حواشی
فصل ششم: تعزیه‌نامهٔ حسین بن علی و تعزیه‌نامهٔ هفتادودوتن و آوانویسی‌ها، حواشی، آوانویسی